# Demoliamo
Demoliamo fue el primer periódico anarquista de la ciudad de Rosario, Argentina. Era editado en italiano y en castellano, y su primer número salió a la luz el 10 de noviembre de 1892. Debajo del título principal figuraba la frase: "Pubblicazione comunista anarchica rivoluzionaria." Se conserva el N° 2 en el Instituto Internacional de Historia Social de Ámsterdam, del archivo donado por Max Nettlau.